# Chiesa di Saint-Martin-de-Vertou
La chiesa di Saint-Martin-de-Vertou a Laigné (in francese église Saint-Martin-de-Vertou de Laigné) è una chiesa cattolica sita a Laigné, nel dipartimento della Mayenne della regione dei Paesi della Loira.
Si trova in rue d'Anjou.

## Storia
La chiesa primitiva fu costruita nel XII secolo. L'attuale edificio è il risultato di molte trasformazioni e restauri avvenuti nel XV (gotico "fiammeggiante") e XIX secolo. Bruciata durante la Rivoluzione francese, fu restaurata dal 1804 al 1820 per opera degli abitanti del villaggio.

## Struttura ed esterni
Alto di 33 metri, il campanile romanico della chiesa è coronato da una guglia e da quattro gugliette ricoperte di piombo nel 1886, dando alla copertura il suo colore grigio. Delle doppie finestre su ogni facciata illuminano il campanile.

## Descrizione interna
I lavori di restauro nel XIX secolo hanno modificato la struttura interna della chiesa: una galleria è stata costruita a fondo chiesa, la volta è stata coperta da panelli in legno e le mura rivestite.
Gli archi della croce del transetto sono poggiate su mensole scolpite che raffigurano un angelo, un demonio, un monaco e una sirena.
La pala dell'altare maggiore è stata offerta dal parroco padre Dublineau nel 1756 e raffigura la risurrezione di Gesù, medaglioni di san Carlo Borromeo e san Francesco di Sales, statue di san Martino di Vertou e san Sebastiano.
Due altre pale, all'ingresso del coro, sono dedicate alla Madonna e a san Giuseppe.